# 스페인 광장 (산타크루스데테네리페)

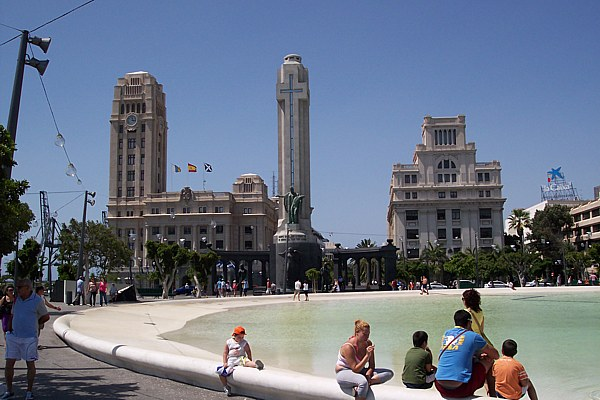
스페인 광장

스페인 광장(스페인어: Plaza de España)은 스페인 산타크루스데테네리페에 있는 광장이다.